# Ilmari Juutilainen
Eino Ilmari Juutilainen (Lieksa, 21 febbraio 1914 – Tuusula, 21 febbraio 1999) è stato un aviatore finlandese.
Pilota da caccia e sottufficiale dell'Ilmavoimat, l'aeronautica militare finlandese, è l'asso dell'aviazione non tedesco con il maggior numero di abbattimenti nella storia. Gli sono riconosciute 94 vittorie aeree confermate, ottenute nel corso di 437 missioni di combattimento condotte contro l'aviazione sovietica nella Guerra d'Inverno, nel 1939-40, e successivamente, contro l'aviazione alleata nella guerra di continuazione, nel 1941–1944. Egli tuttavia rivendicava un numero maggiore di abbattimenti (126), 34 dei quali ottenuti ai comandi dello scadente caccia Brewster B239.
Juutilainen è, a tutt'oggi, il pilota di caccia finlandese con il maggior numero di vittorie aeree. Egli pilotò il Fokker D.XXI, il Brewster Buffalo ed il Messerschmitt Bf 109.
Fu una delle sole quattro persone che furono decorate per due volte con la più importante decorazione finlandese, la Croce di Mannerheim. Juutilainen terminò la guerra senza che il suo aereo fosse mai stato colpito dal fuoco aereo nemico (una volta fu costretto ad atterrare dopo che il suo Bf 109 venne colpito da fuoco amico). Come gli altri due grandi assi della caccia, il tedesco Erich Hartmann ed il giapponese Saburō Sakai, Juutilainen non perse mai un gregario. Suo fratello Aarne Juutilainen si distinse in Marocco con la Legione Straniera Francese.

## Biografia

### Pilota di caccia

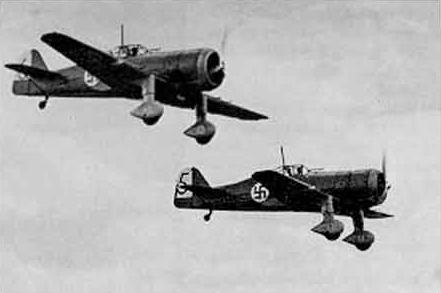
Una coppia di Fokker D.XXI, il primo tipo di aereo pilotato da Juutilainen

Juutilainen entrò nell'esercito finlandese il 9 settembre 1932, ma intraprese l'attività di pilota nell'Ilmavoimat partendo dal 1935. Il 1º maggio di quell'anno venne infatti promosso Sotilasmestari (sottufficiale capo) e successivamente passò al LeLv 24 (Lentolaivue) il 24 marzo 1939. Questa unità operava da Utti e nell'ottobre 1939, con la situazione in peggioramento, si trasferì ad Immola, più vicino al confine finno-sovietico. Poco dopo, il 30 novembre, scoppiò la guerra d'inverno. Durante questo conflitto, Juutilainen pilotò un Fokker D.XXI.
Durante questo conflitto, Juutilainen ottenne due vittorie individuali e una in collaborazione.
Durante la guerra di continuazione servì l'esercito pilotando un Brewster B239, da lui soprannominato "Orange 4" (numero di serie: BW-364) e con il quale abbatté 28 velivoli nemici.

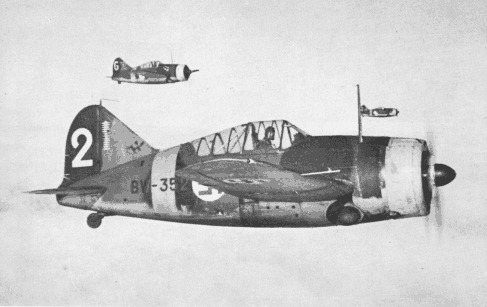
Formazione di Brewster B239 finnici. Juutilainen ottenne 34 delle sue vittorie aeree al comando di questo caccia che gli americani scartarono perché ritenuto del tutto inadatto al combattimento

Con il grado di sergente, ottenne la sua prima vittoria il 19 dicembre 1939, abbattendo un bombardiere Ilyushin DB-3 e danneggiandone altri due. Il 31 dicembre, dopo diversi altri scontri, si imbatté per la prima volta in un Polikarpov I-16, che fece precipitare sulla foresta sottostante. In seguito pilotò uno di questi velivoli, preda di guerra, ed espresse molte lodi per il caccia sovietico, soprattutto per la sua capacità di compiere virate molto strette.
Juutilainen divenne un "asso del Buffalo" (ottenne cioè cinque vittorie aeree ai comandi del caccia della Brewster) il 21 luglio 1941 quando fece precipitare un Polikarpov I-153 mentre stava pilotando un Buffalo del 3ª squadriglia del LeLv 24 (3/Lelv 24), alzatasi in volo per intercettare dei caccia sovietici del 65.ShAP che stavano mitragliando truppe finlandesi vicino Kakisalmi. Pochi giorni dopo, il primo agosto, il primo tenente Jorma Karhunen guidò sette Buffalo quando distrussero sei I-16 vicino a Rautjärvi, due dei quali rivendicati da Juutilainen.
La mattina del 6 febbraio 1942 decollò, sotto gli ordini del capitano Per-Erik Sovelius e con altri sei piloti della 3ª e 4ª squadriglia del LeLv 24 per svolgere una ricognizione nella regione di Petrovskiy-Jam. Durante la missione incontrarono sette bombardieri Tupolev SB scortati da 12 MiG-3. Nel breve combattimento che ne seguì, due caccia e due bombardieri vennero abbattuti, questi ultimi, entrambi da Juutilainen. Così in seguito ricordava uno dei suoi più memorabili combattimenti:
Il 28 marzo 1942, Juutilainen divenne il primo pilota della LeLv 24 a ottenere 20 abbattimenti durante la Guerra di Continuazione. Per questi risultati venne decorato con la "Croce di Mannerheim" il 26 aprile 1942.
Il 20 settembre 1942,  Juutilainen e altri cinque piloti, agli ordini del capitano Jorma Karhunen, tutti della 3/LeLv 24 erano di pattuglia sull'area Kronštadt-Tolbuchin-Seskar quando, avvicinandosi alla costa dell'Estonia, furono attaccati da dieci caccia. Tuttavia, i piloti finlandesi, veterani di molti duelli aerei, presto volsero le carte a loro favore, abbattendo tre aerei sovietici. Juutilainen, al comando del Brewster BW-364 rivendicò due vittorie aeree:
Juutilainen pilotò il suo Modello 239 BW-364 "Arancione 4" fino al febbraio 1943. Ai comandi del caccia Brewster rivendicò 28 delle 34 vittorie che egli ottenne con il Buffalo (inclusi tre tripli abbattimenti in un singolo giorno), tra il 9 luglio 1941 ed il 22 novembre 1942.
Nel 1943, fu trasferito alla LeLv 34, dove utilizzò il nuovo Messerschmitt Bf 109 G-2. Con questo nuovo velivolo, abbatté più di 58 velivoli avversari. Fu proposto per una promozione ma la rifiutò temendo che l'innalzamento di grado gli avrebbe impedito di continuare a volare.
Il 28 giugno 1944 venne insignito di una seconda "Croce di Mannerheim".
La sua ultima e 94ª vittima fu un Lisunov Li-2, la versione sovietica prodotta su licenza del Douglas DC-3, abbattuto il 3 settembre 1944 sull'Istmo di Carelia.

### Dopoguerra
Alla fine dei conflitti continuò il servizio nell'Ilmavoimat fino al 1949 e successivamente, dopo essersi congedato, lavorò come pilota professionista fino al 1956 trasportando persone a bordo del suo biplano de Havilland Tiger Moth. Nel 1997, a 83 anni, volò per l'ultima volta su di un aereo militare, un cacciabombardiere F/A-18 Hornet della "sua" Ilmavoimat.
Juutilainen morì il giorno del suo ottantacinquesimo compleanno il 21 febbraio 1999.

## Vittorie

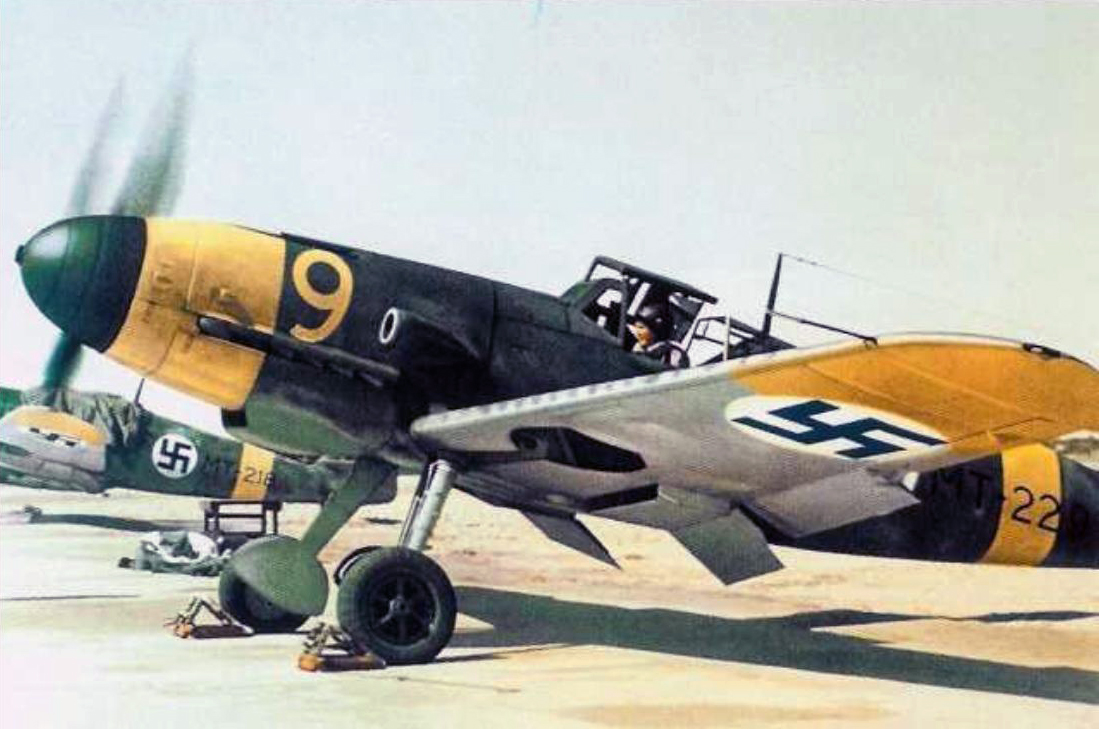
Un Bf 109 G-2, velivolo con il quale Juutilainen abbatté più di 58 velivoli avversari

| Velivolo usato       | Vittorie |
| -------------------- | -------- |
| Fokker D.XXI         | 2 1/6    |
| Brewster B239        | 34       |
| Messerschmitt Bf 109 | 58       |
| Totale = 94 1/6      |          |